# Hajdúszoboszló
Hajdúszoboszló (pronunciado [ˈhɒjduːsobosloː]) es una ciudad, capital del distrito homónimo en el condado de Hajdú-Bihar, en el este de Hungría, a unos 19 km de la capital del condado y segunda ciudad más grande del país, Debrecen. Hajdúszoboszló es la tercera ciudad por tamaño en su condado, por detrás de Debrecen y de Hajdúböszörmény.
La ciudad debe de haber existido al menos desde hace novecientos años. La primera mención a ella se remonta al rey Géza I en el año 1075. 
El parque nacional del Hortobágy se encuentra en las cercanías de Hajdúszoboszló. También se encuentra en la ciudad el balneario más grande de Hungría, el cual tiene unas 30 ha de superficie. Las aguas termales fueron descubiertas en los años veinte por el geólogo Ferenc Pávai Vajna. Gracias al hallazgo de estas aguas termales y a la existencia de algunos yacimientos próximos de gas natural Hajdúszoboszló es una ciudad próspera, lo que contrasta en general con Hungría oriental. 

## Ciudades hermanadas
La ciudad de Hajdúszoboszló está hermanada con las siguientes localidades:
- Bad Dürrheim, Alemania
- Târnăveni, Rumanía
- Kežmarok, Eslovaquia
- Krynica, Polonia
- Luhačovice, República Checa
- Palanga, Lituania
- Valkeakoski, Finlandia
- Żyrardów, Polonia